# بو اریکسون (ورزشکار)
بو اریکسون (انگلیسی: Bo Ericson؛ زادهٔ ۲۳ ژانویهٔ ۱۹۵۸) بازیکن هاکی روی یخ اهل سوئد است.